# Miyako-Sprache
Die Miyako-Sprache (Eigenbezeichnung: /mjaːkufucy/, ミャークフツ Myāku-futsu; jap. 宮古方言 Miyako-hōgen „Miyako-Dialekt“) gehört zu den Ryūkyū-Sprachen und wird auf den Miyako-Inseln in der japanischen Präfektur Okinawa gesprochen.
Unterschieden wird die Miyako-Sprache noch in den Miyako-Dialekt auf Miyako-jima, den Irabu-Dialekt auf Irabu-jima und den Tarama-Dialekt auf Tarama-shima. Letzterer unterscheidet sich auf Grund der Entfernung zu den beiden anderen Inseln (50 bzw. 45 km) am deutlichsten.
Sie unterscheidet sich von anderen regionalen Sprachen sowohl lexikalisch (wahrscheinlich auch aufgrund der geographischen Nähe zu Taiwan) als auch in der Aussprache beträchtlich, z. B. wird /mi/ und /mu/ am Wortanfang zu /n/:
- mukashi (昔) → /nkjaːn/ (ンキャーン)
- migi (右) → /ngy/ (ンギィ)

Die Sprache ist sowohl für Sprecher der auf Okinawa gesprochenen Sprache (ウチナーグチ Uchinā-guchi) als auch für Sprecher der auf den japanischen Hauptinseln gesprochenen Sprache völlig unverständlich.

## Trivia
Der auf Miyako-jima geborene Sänger Isamu Shimoji (下地 勇) singt fast ausschließlich in der Miyako-Sprache. Die seinen Alben beigefügten Hefte enthalten sowohl die in der Miyako-Sprache gesungenen Texte als auch deren Übersetzungen ins Standardjapanische.